# Nikolaj Kornilievič Bodarevskij
Nikolaj Kornilievič Bodarevskij (in russo Николай Корнилиевич Бодаревский?; in ucraino Микола Корнилович Бодаревський?, Mykola Kornylovyč Bodarev'skyj; Odessa, 24 novembre 1850 – Odessa, 1921) è stato un pittore e insegnante russo di origine ucraina, affiliato con il gruppo degli Ambulanti.

## Biografia
Nacque in una famiglia della vecchia nobiltà moldava e suo padre era un primo capitano. Anche sua sorella Ekaterina Kornelievna Bodarevskaja fu un'artista. Si laureò alla scuola d'arte di Odessa, che era un ramo dell'accademia imperiale d'arte. Dal 1869 al 1873 frequentò l'accademia, dove studiò con Pëtr Šamšin, Timofej Neff e Vasilij Petrovič Vereščagin.

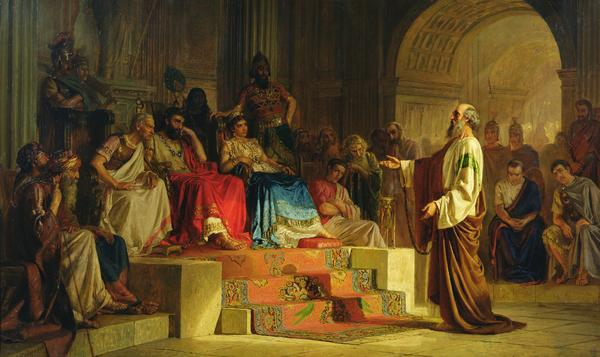
L'apostolo Paolo a processo, 1875

Durante la sua permanenza lì, egli fu premiato con quattro medaglie d'argento e due medaglie d'oro. Nel 1875 venne nominato "artista di prima classe" per la sua raffigurazione di San Paolo che spiega il cristianesimo al re Erode Agrippa.
Nel 1880 iniziò a esporre con gli Ambulanti (Peredvižniki), divenendone un membro nel 1884 e continuando a esporre con loro fino al 1918. Dopo essersi informato sulle opere di Whistler, dipinse molti ritratti femminili in uno stile simile, incluso uno della zarina Alessandra Fëdorovna.

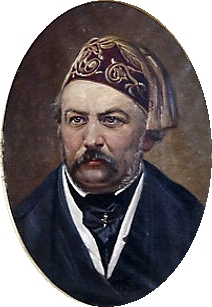
Ritratto di Michail Glinka, 1901

Nel 1889, Vasilij Il'ič Safonov, il direttore del conservatorio di Mosca, gli commissionò quattordici ritratti di compositori famosi per la sala grande. I ritratti furono inaugurati nel 1901. Quattro furono rimossi nel 1953 per far spazio ai ritratti dei compositori Rimskij-Korsakov, Musorgskij, Dargomyžskij e Chopin e degli artisti Michail Arkad'evič Suzdal'cev e Nikolaj Petrovič Meščaninov. I ritratti di Mendelssohn e Haydn furono riscoperti casualmente nel 1999 e vennero restaurati e riposizionati. I ritratti di Gluck e Händel rimangono dispersi.
Insieme a Viktor Vasnecov, Michail Nesterov, Andrej Rjabuškin e altri, partecipò alla decorazione della nuova chiesa del Salvatore sul Sangue Versato, realizzando degli schizzi per sedici mosaici di scene bibliche e la storia della Chiesa ortodossa russa. Nel 1908, fu insignito del titolo di accademico dall'Accademia. Le sue opere non sono molto note al di fuori della Russia, dato che non espose mai all'estero, a parte un'opera alla fiera colombiana del 1893.
Dopo la rivoluzione, egli ritornò a Odessa, dove morì durante una carestia dovuta alla guerra civile russa, anche se non è chiaro se questa fosse la causa della sua morte. Bodarevskij fu sepolto nel primo cimitero cittadino di Odessa, che nel 1934 venne chiuso e nel 1935 venne interamente demolito. Ogni tomba (oltre a Bodarevskij lì riposavano personalità quali Lev Sergeevič Puškin, il fratello del celebre scrittore, e l'attrice Vera Cholodnaja) fu distrutta. Al suo posto fu aperto il parco Il'ič della Cultura e della Ricreazione (ora il parco Preobražen'skyj).

## Temi
Le opere di Nikolaj Bodarevskij spaziano dai dipinti storici a quelli religiosi, dai ritratti e dai nudi ai paesaggi. Il gruppo degli Ambulanti cercava di catturare la "vita reale" con le raffigurazioni di figure come i mendicanti o i contadini poveri, pertanto riteneva varie sue opere troppo "volgari". Spesso gli artisti lo accusavano di mescolare nelle sue tele varie correnti artistiche come il modernismo, l'accademismo, il realismo e il neoclassicismo. Alcuni suoi dipinti sono dei ritratti di bambini ucraini, inclusa una Ragazza dalla Piccola Russia.

## Galleria d'immagini

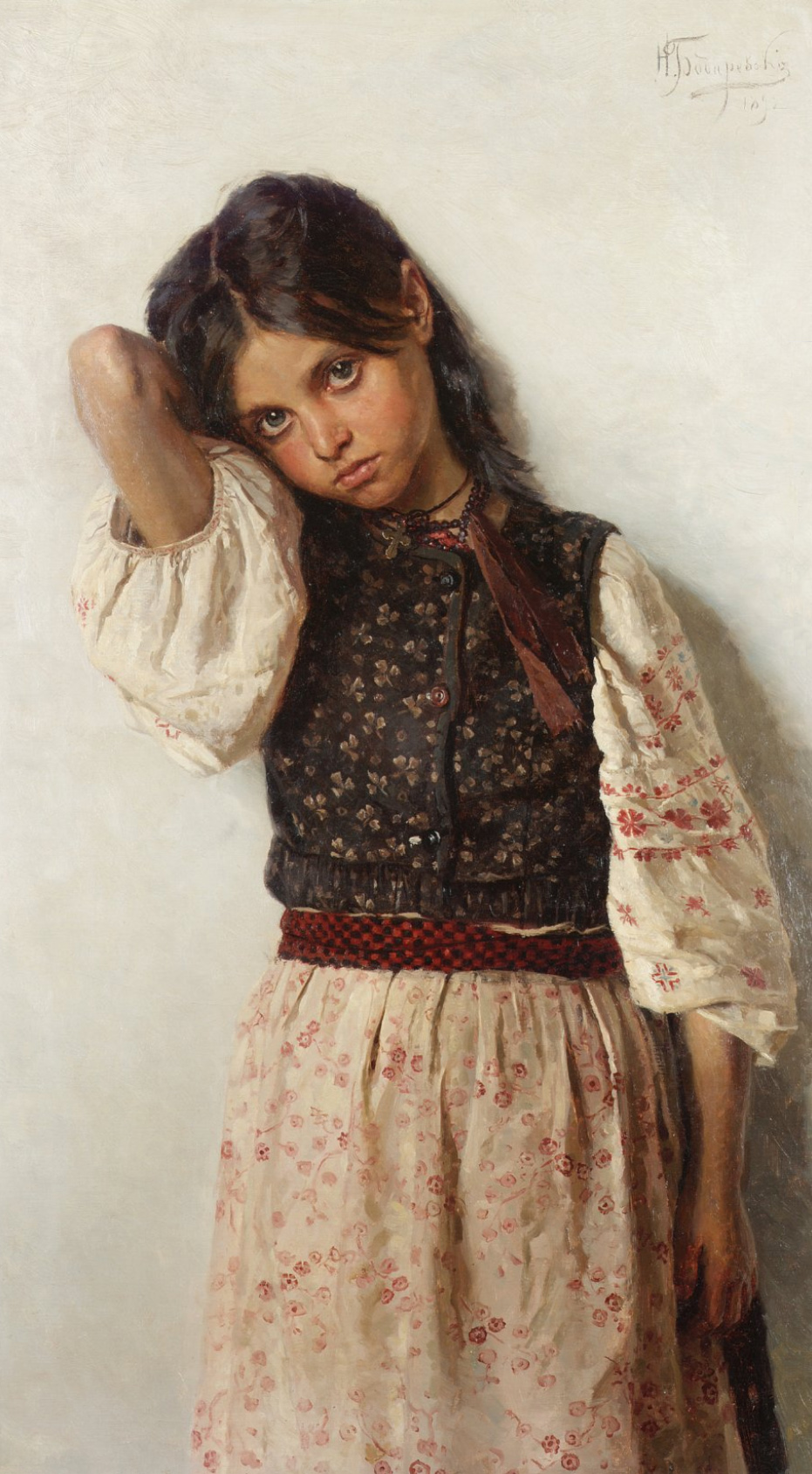
Ragazza dalla Piccola Russia, 1892
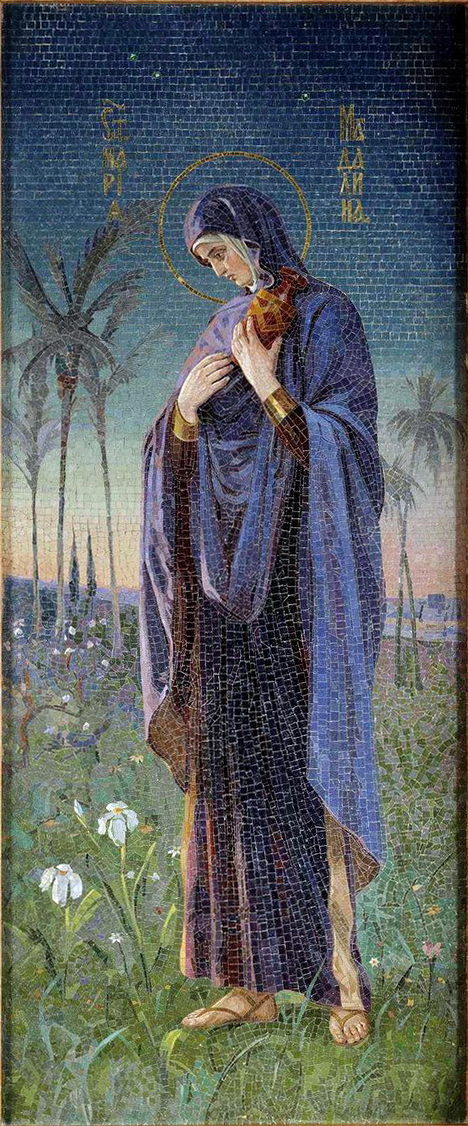
Santa Maria Maddalena, mosaico, 1895-1907
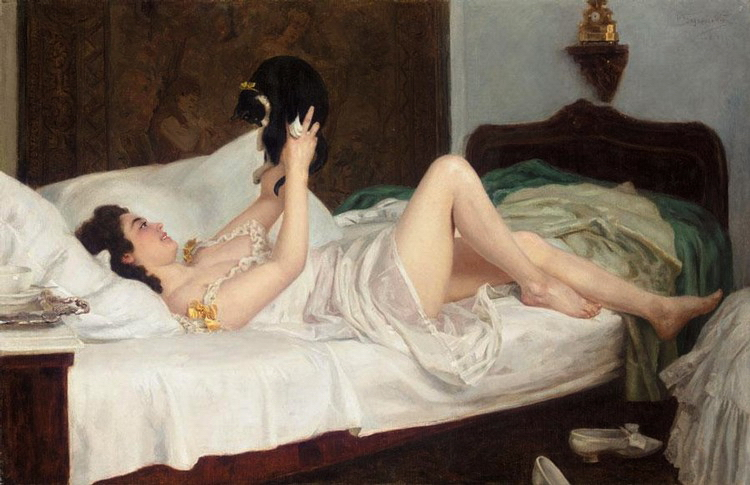
La sua preferita, 1905